# Nordlig rätvalsdelfin
Nordlig rätvalsdelfin (Lissodelphis borealis) är en art i familjen delfiner (Delphinidae). Den förekommer i norra delen av Stilla havet mellan 30 och 51 grad nordlig bredd.
I motsats till andra delfiner saknar arten ryggfenan – likt den andra arten i släktet (sydlig rätvalsdelfin). Den är särskilt smärt och uppnår en längd av tre meter. Honor är med 2,3 meters längd lite mindre. Vikten går upp till 113 kg för hanar och till 81 kg för honor. Bröstfenorna är cirka 28 cm långa och bredden för båda stjärtfenorna är ungefär 35 cm. Vid hakan, bröstet och buken är djuret vitt, annars svart. Ungdjur är grå.
Nordlig rätvalsdelfin lever vanligtvis i grupper med 100 till 200 individer som ibland förenar sig till flockar av 3000 djur. När individerna simmar nära vattenytan andas de med 10 till 75 sekunders mellanrum. Under en studie registrerades en simhastighet av 34 km/h. Nordlig rätvalsdelfin kan stanna upp till 6,15 minuter under vattenytan. Arten bildar ofta blandade grupper med andra valar. Den dyker vanligen till ett djup av 200 meter eller djupare för att fånga födan. Enligt data från två exemplar utgörs födan till 89 procent av fiskar och till 11 procent av bläckfiskar. Nordlig rätvalsdelfin föredrar prickfiskar som byten.
Enligt uppskattningar är honor i lite över 12 månader dräktiga. Antagligen föds de flesta kalvar i juli och augusti. Ungen är vid födelsen cirka 100cm lång. Individerna blir efter ungefär 10 år könsmogna.
Ibland förekommer jakt på arten men det antas att beståndet inte är hotat. För hela populationen finns inga uppskattningar men nära Kaliforniens kustlinje finns antagningsvis 80 000 exemplar.